# Mònim de Macedònia
Mònim (en llatí Monimus, en grec antic Μόνιμος "Mónimos") fill de Fitió, fou un oficial macedoni que va viure al segle iv aC.
Era partidari de la reina Olímpies de Macedònia, i la va defensar en la part final de la lluita contra Cassandre, i va ser un dels darrers que li va restar fidel.
Com que no la va poder alliberar del setge a que estava sotmesa a Pidna, es va retirar a la ciutat de Pel·la, ciutat que va dominar per un cert temps, però que va rendir finalment a Cassandre després de la caiguda de Pidna l'any 316 aC segons Diodor de Sicília. Filarc diu que feia temps que formava part de la cort d'Olímpies.